# Delfinidin 3',5'-O-glukoziltransferaza
Delfinidin 3',5'-O-glukoziltransferaza (EC 2.4.1.249, UDP-glukoza:antocijanin 3',5'-O-glukoziltransferaza, UA3'5'GZ) je enzim sa sistematskim imenom UDP-glukoza:delphinidin 3-O-(6-O-malonil)-beta--glukozid 3'-O-glukoziltransferaza. Ovaj enzim katalizuje sledeću hemijsku reakciju
2 UDP-glukoza + delfinidin 3-O-(6-O-malonil)-beta--glukozid {\displaystyle \rightleftharpoons } 2 UDP + delfinidin 3-O-(6-O-malonil)-beta--glukozid-3',5'-di-O-beta--glukozid (sveukupna reakcija)
(1a) UDP-glukoza + delfinidin 3-O-(6-O-malonil)-beta--glukozid {\displaystyle \rightleftharpoons } UDP + delfinidin 3-O-(6-O-malonil)-beta--glukozid-3'-O-beta--glukozid
(1b) UDP-glukoza + delfinidin 3-O-(6-O-malonil)-beta--glukozid-3'-O-beta--glukozid {\displaystyle \rightleftharpoons } UDP + delfinidin 3-O-(6-O-malonil)-beta--glukozid-3',5'-di-O-beta--glukozid
Ternatini su grupa poliacetilisanih delfinidinskih glukozida koji daju plavu boju latiama graška Clitoria ternatea.

## Literatura
- Nicholas C. Price; Lewis Stevens (1999). Fundamentals of Enzymology: The Cell and Molecular Biology of Catalytic Proteins (Third изд.). USA: Oxford University Press. ISBN 019850229X.
- Eric J. Toone (2006). Advances in Enzymology and Related Areas of Molecular Biology, Protein Evolution (Volume 75 изд.). Wiley-Interscience. ISBN 0471205036.
- Branden C; Tooze J. Introduction to Protein Structure. New York, NY: Garland Publishing. ISBN 0-8153-2305-0.
- Irwin H. Segel. Enzyme Kinetics: Behavior and Analysis of Rapid Equilibrium and Steady-State Enzyme Systems (Book 44 изд.). Wiley Classics Library. ISBN 0471303097.
- William P. Jencks (1987). Catalysis in Chemistry and Enzymology. Dover Publications. ISBN 0486654605.

## Spoljašnje veze
- Delphinidin+3',5'-O-glucosyltransferase на 